# Estación de Aeropuerto T4
Aeropuerto T4 es una estación de la línea 8 del Metro de Madrid y de la línea C-1 de Cercanías Madrid situada junto a la terminal T4 del Aeropuerto de Madrid-Barajas, en el distrito de Barajas. La estación de Metro fue inaugurada el 3 de mayo de 2007 con la particularidad de requerir el pago de un suplemento especial (actualmente, un importe de 3 €) para los usuarios de billete sencillo o metrobús de Metro. En el caso de Cercanías, la estación ferroviaria se inauguró el 22 de septiembre de 2011 y se encuentra situada en la zona B2 a efectos de tarificación para billetes propios de Renfe, siendo la única estación de Metro en tener diferente zona tarifaria respecto a su correspondencia con Cercanías. Sin embargo, ninguna de estas tarificaciones especiales afectan a los usuarios de abono transporte. 
La estación fue construida junto con la obra civil de la terminal aeroportuaria como una estación intermodal de Metro y Cercanías.

## Historia
En el caso de la ampliación del metro hasta la T4, existió un rifirrafe político entre la Comunidad de Madrid y el Ministerio de Fomento sobre quién era la administración competente para llevar a cabo esta ampliación de la línea 8, estando en el fondo la discrepancia sobre quién debía financiar las obras. Finalmente, la Comunidad de Madrid decidió recurrir a la financiación privada y sacó a concurso las obras en febrero de 2006, siendo adjudicadas en abril de 2006. Así, la explotación y construcción del nuevo tramo se adjudicó a una concesión privada durante veinte años, inaugurándose el 3 de mayo de 2007 e incorporando el suplemento antes citado para llegar a la nueva terminal en este medio de transporte. Para que los viajeros de las cuatro terminales estén en igualdad de condiciones, los viajeros que suban en la parada de las T1-T2-T3 también pagan el suplemento.

## Accesos
Vestíbulo Aeropuerto T4
- Aeropuerto T4 Planta 0 de la terminal 4
- Ascensor Planta 0 de la terminal 4

Vestíbulo Renfe
- Aeropuerto T4 Planta 0 de la terminal 4
- Ascensor Planta 0 de la terminal 4

## Líneas y conexiones

### Metro
| << cabecera        | < estación | línea | estación >     | cabecera >>    |
| ------------------ | ---------- | ----- | -------------- | -------------- |
| Nuevos Ministerios | Barajas    |       | final de línea | final de línea |

### Cercanías
| procedencia/destino | < estación | Línea | estación > | destino/procedencia |
| ------------------- | ---------- | ----- | ---------- | ------------------- |
| Chamartín           | Valdebebas |       | Terminal   | Terminal            |

### Autobuses
| Diurnos           |                    |                                       |
| Línea             | Destino            | Parada                                |
| 200               | Avenida de América | 3649 AEROPUERTO T4 (calzada llegadas) |
| Exprés Aeropuerto | Estación de Atocha | 5726 AEROPUERTO T4 (calzada llegadas) |
| Nocturnos         |                    |                                       |
| Línea             | Destino            | Parada                                |
| Exprés Aeropuerto | Plaza de Cibeles   | 5726 AEROPUERTO T4 (calzada llegadas) |

| Diurnos |                                                 |                                                                  |                |
| Línea   | Destino                                         | Parada                                                           | Operador       |
| 827     | Alcobendas - Universidad Autónoma - Tres Cantos | 16646 Av. Hispanidad-Aeropuerto T4 (Avda. de la Hispanidad, 1 D) | Empresa Montes |
| 827     | Madrid (Canillejas) vía Avenida de Logroño      | 16646 Av. Hispanidad-Aeropuerto T4 (Avda. de la Hispanidad, 1 D) | Empresa Montes |
| 828     | Alcobendas - Universidad Autónoma               | 16646 Av. Hispanidad-Aeropuerto T4 (Avda. de la Hispanidad, 1 D) | Empresa Montes |
| 828     | Madrid (Canillejas) vía Campo de las Naciones   | 16646 Av. Hispanidad-Aeropuerto T4 (Avda. de la Hispanidad, 1 D) | Empresa Montes |

| Línea   | Cabecera           | Destinos                                                                             | Billetes              |
| ------- | ------------------ | ------------------------------------------------------------------------------------ | --------------------- |
| VAC-022 | Avenida de América | Soria / Logroño                                                                      | www.alsa.es           |
| VAC-046 | Aeropuerto         | Ponferrada / Lugo / Ferrol / La Coruña / Santiago de Compostela                      | www.alsa.es           |
| VAC-051 | Aeropuerto         | Cáceres / Valencia / Castellón                                                       | www.avanzabus.com     |
| VAC-055 | Aeropuerto         | Albacete / Murcia / Cartagena / Alicante / Benidorm / Denia / La Manga del Mar Menor | www.alsa.es           |
| VAC-092 | Aeropuerto         | Granada                                                                              | www.alsa.es           |
| VAC-099 | Avenida de América | Zaragoza / Barcelona                                                                 | www.alsa.es           |
| VAC-157 | Avenida de América | Burgos / Santander / Bilbao / Miranda de Ebro / Vitoria / San Sebastián / Irún       | www.alsa.es           |
| VAC-160 | Aeropuerto         | Valladolid / Palencia / León / Oviedo / Gijón                                        | www.alsa.es           |
| VAC-208 | Avenida de América | Logroño / Pamplona                                                                   | jimenezmovilidad.es   |
| VAC-216 | Aeropuerto         | Almería / Roquetas de Mar                                                            | www.busbam.com        |
| VAC-223 | Aeropuerto         | Ávila                                                                                | www.jimenezdorado.com |
| VAC-242 | Avenida de América | Aranda de Duero                                                                      | www.alsa.es           |
| VAC-259 | Aeropuerto         | Salamanca                                                                            | www.monbus.es         |